# Толбот, Эдвард, 8-й граф Шрусбери
Эдвард Толбот, 8-й граф Шрусбери и 8-й граф Уотерфорд (англ. Edward Talbot, 8th Earl of Shrewsbury and 8th Earl of Waterford; 25 февраля 1561 — 8 февраля 1617) — английский аристократ, пэр и политик.

## Биография
Родился в Шеффилде 25 февраля 1561 года. Четвертый (младший) сын Джорджа Толбота, 6-го графа Шрусбери (1528—1590), от первого брака с Гертрудой Маннерс, дочерью Томаса Маннерса, 1-го графа Ратленда.
С 1579 года учился в Магдален-колледже в Оксфорде.
Эдвард Толбот дважды, в 1584 и 1589 годах, избирался в Палату общин от Нортумберленда. Назначался шерифом графства Нортумберленд в 1601 и 1609 годах. Член Совета Севера с 1603 по 1618 год.
8 мая 1616 года после смерти своего старшего брата, Гилберта Толбота, 7-го графа Шрусбери, не оставившего после себя наследников мужского пола, Эдвард Толбот унаследовал титулы 8-го графа Шрусбери, 8-го графа Уотерфорда и 8-го лорда высшего стюарда Ирландии.
В 1583 году Эдвард Толбот женился на Джоан Огл (1566—1625), дочери Катберта Огла, 7-го барона Огла (1540—1597), от брака с которой детей не имел.
8 февраля 1617 года скончался в Лондоне в возрасте 55 лет, а на следующий день был похоронен в Вестминстерском аббатстве. Ему наследовал его ближайший родственник, Джордж Толбот из Графтона (1566—1630), ставший 9-м графом Шрусбери. Джордж был сыном сэра Джона Толбота (1545—1611) и потомком Джона Толбота, 2-го графа Шрусбери.